# Busch’ens Mühle
Busch’ens Mühle ist eine Motormühle in Warpe-Mahlenstorf, Nordholz 35, in der niedersächsischen Samtgemeinde Grafschaft Hoya; sie stammt aus dem 20. Jahrhundert.
Aktuell (2023) wird sie museal genutzt.
Das Gebäude steht unter Denkmalschutz (siehe auch Liste der Baudenkmale in Warpe).

## Beschreibung
Die zweigeschossige giebelständige verklinkerte sanierte (2001) Schrotkornmühle mit Satteldach, Ladebalken und eingeschossigen Anbauten, teils mit Ferienwohnungen, wurde 1910 (andere Quelle: 1920 gem. Landesdenkmalamt) gebaut. Im Inneren der Mühle ist die komplette technische Ausstattung erhalten, mit 20 PS-Elt-Motor, Antriebstechnik über Hauptwelle mit Kegelrädern sowie zwei stehenden Vorgelegewellen für die Mahlgänge; beide Mahlgänge einschließlich Bütten, Schütttrichter und Transmission für Sackaufzug.
Das Landesdenkmalamt befand: „… geschichtliche Bedeutung … wegen des … Schauwertes für die Wirtschafts- und Technikgeschichte mit umfassend erhaltener Mühlentechnik …“
Die Mühle ist eine Station der Niedersächsischen Mühlenstraße.